# Heteronotia fasciolata
Heteronotia fasciolata — вид геконоподібних ящірок родини геконових (Gekkonidae). Ендемік Австралії.

## Поширення і екологія
Heteronotia fasciolata є ендеміками гір Мак-Доннелл на Північній Території. Вони живуть на скелястих і кам'янистих схилах, порослих чагарниками і травою.